# Brévands
Brévands település Franciaországban, Manche megyében. Lakosainak száma 301 fő (2018. január 1.). Brévands Brucheville, Angoville-au-Plain, Catz, Saint-Côme-du-Mont, Saint-Hilaire-Petitville, Les Veys és Vierville községekkel határos.

## Népesség
A település népességének változása:
| Lakosok száma | 296  | 241  | 272  | 294  | 318  | 331  | 309  | 306  | 302  | 301  |
|               | 1968 | 1975 | 1982 | 1990 | 1999 | 2011 | 2013 | 2015 | 2017 | 2018 |